# Milano-Torino 1951
La Milano-Torino 1951, trentasettesima edizione della corsa, si svolse l'11 marzo 1951 su un percorso di 205 km. La vittoria fu appannaggio dell'italiano Fiorenzo Magni, che completò il percorso in 5h29'00", precedendo i connazionali Giorgio Albani e Alfredo Martini.

## Ordine d'arrivo (Top 10)
| Pos. | Corridore            | Squadra          | Tempo    |
| ---- | -------------------- | ---------------- | -------- |
| 1    | Fiorenzo Magni       | Ganna            | 5h29'00" |
| 2    | Giorgio Albani       | Legnano          | a 1"     |
| 3    | Alfredo Martini      | Taurea           | a 2"     |
| 4    | Renzo Soldani        | Legnano          | a 32"    |
| 5    | Rodolfo Falzoni      | Guerra           | a 1'41"  |
| 6    | Loretto Petrucci     | Taurea           | s.t.     |
| 7    | Tiziano Malvestio    | -                | s.t.     |
| 8    | Silvio Pedroni       | Fréjus-Ursus     | s.t.     |
| 9    | Annibale Brasola     | Wilier-Triestina | a 2'16"  |
| 10   | Waldemaro Bartolozzi | Atala            | s.t.     |